# الألعاب الأولمبية الشتوية 2022

شعار الألعاب الأولمبية الشتوية 2022.

دورة الألعاب الأولمبية الشتوية لعام 2022 (الصينية: 2022 年 冬季 奥林匹克运动会 ؛ بينيين: Èr Líng Èr'èr Nián Dōngjì Àolínpǐkè Yùndònghuì) ، والمعروفة  باسم بكين 2022 (بالصينية: 北京 2022 ؛ بينيين: Běijīng Èr Líng Èr'èr) ، تم اختيار مكان انعقاد المسابقة 2015 وفازت بكين (الصين) بالتنظيم.
هو حدث شتوي دولي متعدد الرياضات من المقرر افتتاحه في 4 فبراير 2022 في بكين ، الصين ، مع بعض الأحداث في يانكينغ وتشونغلي. [2] بدأت الأحداث الأولية في 2 فبراير.[3]
تم اختيار بكين كمدينة مضيفة في يوليو 2015 في الدورة 128 للجنة الأولمبية الدولية في كوالالمبور. ستكون دورة الألعاب الأولمبية الشتوية لعام 2022 هي أول دورة ألعاب أولمبية شتوية في الصين ، وثاني دورة ألعاب أولمبية عامة في الصين ، والأخيرة من ثلاث دورات أولمبية متتالية في شرق آسيا (بعد دورة الألعاب الأولمبية الشتوية 2018 في بيونغ تشانغ ، كوريا الجنوبية ، والألعاب الأولمبية الصيفية 2020 في طوكيو. ، اليابان). ستكون بكين أول مدينة تستضيف كلاً من الألعاب الأولمبية الصيفية والشتوية: سيتم استخدام أربعة مواقع داخلية موجودة أصلاً تم تشييدها لأولمبياد صيف 2008 بينما سيستضيف استاد بكين الوطني حفلي الافتتاح والختام مرة أخرى. بكين هي أكبر مدينة تستضيف دورة الألعاب الأولمبية الشتوية.
تخضع ألعاب عام 2022 للعديد من المخاوف والخلافات بالإضافة إلى المقاطعات الدبلوماسية بسبب الإبادة الجماعية للأويغور وانتهاكات حقوق الإنسان المستمرة في الصين. 19 جائحة أدى إلى تنفيذ بروتوكولات الصحة والسلامة ، وقيود على حضور الجمهور في الألعاب.

## المدن المرشحة
- ألماتي،  كازاخستان
- برشلونة،  إسبانيا
- سرقسطة،  إسبانيا
- بكين،  الصين
- مدينة كيبك،  كندا
- لفيف،  أوكرانيا
- فالي براهوفا،  رومانيا
- أنشوراج،  الولايات المتحدة
- بوزيمان، مونتانا،  الولايات المتحدة
- رينو-بحيرة تاهو،  الولايات المتحدة
- دنيدن-كوينزتاون،  نيوزيلندا
- تولوز،  فرنسا
- هلسينكي،  فنلندا
- ليلهامر،  النرويج
- برن، زيورخ، لوسرن، جنيف،  سويسرا
- سانتياغو،  تشيلي

### نتائج التصويت
يحتاج التصويت إلى 43 صوت .
| بكين   | الصين     | 44 |
| ألماتي | كازاخستان | 40 |

## الألعاب

### الرياضات
تشير الأرقام الموجودة بين قوسين إلى عدد أحداث الميداليات المتنازع عليها في كل تخصص.
- التزلج على المنحدرات الثلجية (11) (تفاصيل [الإنجليزية])
- بياثلون (11) (تفاصيل [الإنجليزية])
- زلاجة جماعية (4) (تفاصيل [الإنجليزية])
- تزلج ريفي (12) (تفاصيل [الإنجليزية])
- كيرلنغ (3) (تفاصيل [الإنجليزية])
- تزلج فني على الجليد (5) (تفاصيل [الإنجليزية])
- تزلج حر (13) (تفاصيل [الإنجليزية])
- هوكي الجليد (2) (تفاصيل [الإنجليزية])
- زحافات ثلجية (4) (تفاصيل [الإنجليزية])
- التزلج النوردي المزدوج (3) (تفاصيل [الإنجليزية])
- التزلج على مسار قصير (9) (تفاصيل [الإنجليزية])
- سباق الزلاجات الصدرية (2) (تفاصيل [الإنجليزية])
- قفز تزلجي (5) (تفاصيل [الإنجليزية])
- تزلج على الثلوج (11) (تفاصيل [الإنجليزية])
- تزلج سريع (14) (تفاصيل [الإنجليزية])

### البلدان المشاركة

الدول المشاركة في دورة الألعاب الأولمبية الشتوية 2022
الدول التي ظهرت لأول مرة في دورة الألعاب الأولمبية الشتوية
الدائرة الصفراء هي المدينة المضيفة (بكين)

| اللجان الأولمبية الوطنية المشاركة | اللجان الأولمبية الوطنية المشاركة                                            |
| --- | ---------------------------------------------------------------------------- |
| - ألبانيا (1) - ساموا الأمريكية (1) - أندورا (5) - الأرجنتين (6) - أرمينيا (6) - أستراليا (44) - النمسا (106) - أذربيجان (2) - بيلاروس (29) - بلجيكا (19) - بوليفيا (2) - البوسنة والهرسك (6) - البرازيل (11) - بلغاريا (16) - كندا (215) - تشيلي (4) - الصين (170) (المضيف) - كولومبيا (3) - كرواتيا (11) - قبرص (1) - جمهورية التشيك (113) - الدنمارك (62) - تيمور الشرقية (1) - الإكوادور (1) - إرتريا (1) - إستونيا (26) - فنلندا (95) - فرنسا (86) - جورجيا (9) - ألمانيا (148) - غانا (1) - بريطانيا العظمى (50) - اليونان (5) - هايتي (1) - هونغ كونغ (3) - المجر (14) - آيسلندا (5) - الهند (1) - إيران (3) - جزيرة أيرلندا (6) - إسرائيل (6) - إيطاليا (118) - جامايكا (6) - اليابان (124) - كازاخستان (34) - كوسوفو (2) - قيرغيزستان (1) - لاتفيا (57) - لبنان (3) - ليختنشتاين (2) - ليتوانيا (13) - لوكسمبورغ (2) - مدغشقر (2) - ماليزيا (2) - مالطا (1) - المكسيك (4) - مولدوفا (5) - موناكو (3) - منغوليا (2) - الجبل الأسود (3) - المغرب (1) - هولندا (42) - نيوزيلندا (15) - نيجيريا (1) - مقدونيا (3) - النرويج (83) - باكستان (1) - بيرو (1) - الفلبين (1) - بولندا (57) - البرتغال (3) - بورتوريكو (2) - تايوان (212) - رومانيا (21) - سان مارينو (2) - السعودية (1) - صربيا (2) - سلوفاكيا (50) - سلوفينيا (43) - كوريا الجنوبية (64) - إسبانيا (14) - السويد (116) - سويسرا (168) - تايبيه الصينية (4) - تايلاند (4) - ترينيداد وتوباغو (2) - تركيا (7) - أوكرانيا (43) - الولايات المتحدة (222) - أوزبكستان (1) - جزر العذراء (1) |                                                                              |
| بلدان شاركت في عام 2018 لكنها لن تشارك في عام 2022 | بلدان ستشارك في عام 2022 لكنها لم تشارك في عام 2018.                         |
| - برمودا - كينيا - كوريا الشمالية - سنغافورة - جنوب إفريقيا - توغو - تونغا | - ساموا الأمريكية - هايتي - بيرو - السعودية - ترينيداد وتوباغو - جزر العذراء |

### الرياضيين حسب البلد
اعتبارًا من يناير 30، 2022:
| البلد            | الرياضيين |
| ---------------- | --------- |
| الولايات المتحدة | 224       |
| كندا             | 215       |
| تايوان           | 212       |
| الصين            | 174       |
| سويسرا           | 167       |
| ألمانيا          | 149       |
| اليابان          | 124       |
| إيطاليا          | 118       |
| السويد           | 116       |
| جمهورية التشيك   | 113       |
| النمسا           | 106       |
| فنلندا           | 95        |
| فرنسا            | 86        |
| النرويج          | 83        |
| كوريا الجنوبية   | 64        |
| الدنمارك         | 62        |
| لاتفيا           | 58        |
| بولندا           | 57        |
| بريطانيا العظمى  | 50        |
| سلوفاكيا         | 50        |
| أوكرانيا         | 45        |
| أستراليا         | 44        |
| سلوفينيا         | 44        |
| هولندا           | 41        |
| كازاخستان        | 34        |
| بيلاروس          | 29        |
| إستونيا          | 26        |
| رومانيا          | 21        |
| بلجيكا           | 19        |
| بلغاريا          | 16        |
| نيوزيلندا        | 16        |
| المجر            | 14        |
| إسبانيا          | 14        |
| ليتوانيا         | 13        |
| كرواتيا          | 11        |
| البرازيل         | 10        |
| جورجيا           | 9         |
| تركيا            | 7         |
| الأرجنتين        | 6         |
| أرمينيا          | 6         |
| البوسنة والهرسك  | 6         |
| جزيرة أيرلندا    | 6         |
| إسرائيل          | 6         |
| جامايكا          | 6         |
| أندورا           | 5         |
| اليونان          | 5         |
| آيسلندا          | 5         |
| مولدوفا          | 5         |
| تشيلي            | 4         |
| المكسيك          | 4         |
| تايبيه الصينية   | 4         |
| تايلاند          | 4         |
| كولومبيا         | 3         |
| هونغ كونغ        | 3         |
| إيران            | 3         |
| لبنان            | 3         |
| موناكو           | 3         |
| الجبل الأسود     | 3         |
| مقدونيا          | 3         |
| البرتغال         | 3         |
| أذربيجان         | 2         |
| بوليفيا          | 2         |
| كوسوفو           | 2         |
| ليختنشتاين       | 2         |
| لوكسمبورغ        | 2         |
| مدغشقر           | 2         |
| ماليزيا          | 2         |
| منغوليا          | 2         |
| بورتوريكو        | 2         |
| سان مارينو       | 2         |
| صربيا            | 2         |
| ترينيداد وتوباغو | 2         |
| ألبانيا          | 1         |
| ساموا الأمريكية  | 1         |
| قبرص             | 1         |
| تيمور الشرقية    | 1         |
| الإكوادور        | 1         |
| إرتريا           | 1         |
| غانا             | 1         |
| هايتي            | 1         |
| الهند            | 1         |
| قيرغيزستان       | 1         |
| مالطا            | 1         |
| المغرب           | 1         |
| نيجيريا          | 1         |
| باكستان          | 1         |
| بيرو             | 1         |
| الفلبين          | 1         |
| السعودية         | 1         |
| أوزبكستان        | 1         |
| جزر العذراء      | 1         |
| المجموع          | 2,875     |

### التقويم
جميع التواريخ بتوقيت بكين (ت ع م+08:00)
من المقرر أن تبدأ المسابقة قبل يومين من حفل الافتتاح في 2 فبراير وتنتهي في 20 فبراير 2022.
| OC | حفل الافتتاح | ● | المسابقات | 1 | النهائيات | EG | مهرجان | CC | حفل الختام |

| فبراير 2022                   | فبراير 2022                   | 2 الأربعاء | 3 الخميس | 4 الجمعة | 5 السبت | 6 الأحد | 7 الأثنين | 8 الثلاثاء | 9 الأربعاء | 10 الخميس | 11 الجمعة | 12 السبت | 13 الأحد | 14 الأثنين | 15 الثلاثاء | 16 الأربعاء | 17 الخميس | 18 الجمعة | 19 السبت | 20 الأحد | الفعاليات        |
| ----------------------------- | ----------------------------- | ---------- | -------- | -------- | ------- | ------- | --------- | ---------- | ---------- | --------- | --------- | -------- | -------- | ---------- | ----------- | ----------- | --------- | --------- | -------- | -------- | ---------------- |
| الفعالية                      | الفعالية                      |            |          | OC       |         |         |           |            |            |           |           |          |          |            |             |             |           |           |          | CC       | —                |
| التزلج على المنحدرات الثلجية ‏ | التزلج على المنحدرات الثلجية ‏ |            |          |          |         | 1       | 1         | 1          | 1          | 1         | 1         |          | 1        |            | 1           | 1           | 1         |           | 1        |          | 11               |
| البياثلون ‏                    | البياثلون ‏                    |            |          |          | 1       |         | 1         | 1          |            |           | 1         | 1        | 2        |            | 1           | 1           |           | 1         | 1        |          | 11               |
| الزلاجة الجماعية ‏             | الزلاجة الجماعية ‏             |            |          |          |         |         |           |            |            |           |           |          | ●        | 1          | 1           |             |           | ●         | 1        | 1        | 4                |
| التزلج الريفي                 | التزلج الريفي                 |            |          |          | 1       | 1       |           | 2          |            | 1         | 1         | 1        | 1        |            |             | 2           |           |           | 1        | 1        | 12               |
| الكيرلنغ ‏                     | الكيرلنغ ‏                     | ●          | ●        | ●        | ●       | ●       | ●         | 1          | ●          | ●         | ●         | ●        | ●        | ●          | ●           | ●           | ●         | ●         | 1        | 1        | 3                |
| التزلج الفني ‏                 | التزلج الفني ‏                 |            |          | ●        |         | ●       | 1         | ●          |            | 1         |           | ●        |          | 1          | ●           |             | 1         | ●         | 1        | EG       | 5                |
| التزلج الحر ‏                  | التزلج الحر ‏                  |            | ●        |          | 1       | 1       | ●         | 1          | 1          | 1         |           |          | ●        | 2          | 1           | 1           | 1         | 2         | 1        |          | 13               |
| هوكي الجليد ‏                  | هوكي الجليد ‏                  |            | ●        | ●        | ●       | ●       | ●         | ●          | ●          | ●         | ●         | ●        | ●        | ●          | ●           | ●           | 1         | ●         | ●        | 1        | 2                |
| الزحف الثلجي ‏                 | الزحف الثلجي ‏                 |            |          |          | ●       | 1       | ●         | 1          | 1          | 1         |           |          |          |            |             |             |           |           |          |          | 4                |
| التزلج النوردي المزدوج ‏       | التزلج النوردي المزدوج ‏       |            |          |          |         |         |           |            | 1          |           |           |          |          |            | 1           |             | 1         |           |          |          | 3                |
| التزلج على مسار قصير ‏         | التزلج على مسار قصير ‏         |            |          |          | 1       |         | 2         |            | 1          |           | 1         |          | 2        |            |             | 2           |           |           |          |          | 9                |
| الزلاجات الصدرية ‏             | الزلاجات الصدرية ‏             |            |          |          |         |         |           |            |            | ●         | 1         | 1        |          |            |             |             |           |           |          |          | 2                |
| القفز التزلجي ‏                | القفز التزلجي ‏                |            |          |          | 1       | 1       | 1         |            |            |           | ●         | 1        |          | 1          |             |             |           |           |          |          | 5                |
| التزلج على الثلوج ‏            | التزلج على الثلوج ‏            |            |          |          | ●       | 1       | 1         | 2          | 1          | 2         | 1         | 1        |          | ●          | 2           |             |           |           |          |          | 11               |
| التزلج السريع ‏                | التزلج السريع ‏                |            |          |          | 1       | 1       | 1         | 1          |            | 1         | 1         | 1        | 1        |            | 2           |             | 1         | 1         | 2        |          | 14               |
| فعاليات ميداليات يومية        | فعاليات ميداليات يومية        | 0          | 0        | 0        | 6       | 7       | 8         | 10         | 6          | 8         | 7         | 6        | 7        | 5          | 9           | 7           | 6         | 4         | 9        | 4        | 109              |
| الإجمالي التراكمي             | الإجمالي التراكمي             | 0          | 0        | 0        | 6       | 13      | 21        | 31         | 37         | 45        | 52        | 58       | 65       | 70         | 79          | 86          | 92        | 96        | 105      | 109      | 109              |
| فبراير 2022                   | فبراير 2022                   | 2 الأربعاء | 3 الخميس | 4 الجمعة | 5 السبت | 6 الأحد | 7 الأثنين | 8 الثلاثاء | 9 الأربعاء | 10 الخميس | 11 الجمعة | 12 السبت | 13 الأحد | 14 الأثنين | 15 الثلاثاء | 16 الأربعاء | 17 الخميس | 18 الجمعة | 19 السبت | 20 الأحد | إجمالي الفعاليات |

### عمليات الدعاية والإعلام
Propaganda in China
تم حشد شبكات الإنترنت الحكومية الصينية قبل الألعاب لدعم الرسائل الحكومية. وشمل ذلك حملات ترهيب ضد نشطاء حقوق الإنسان في الخارج. تحولت شبكة Spamouflage لدفع الرسائل الأولمبية بشكل أساسي في ديسمبر 2021. [251]

### تأثير بيئي
من المتوقع استخدام ما يقدر بـ 49 مليون جالون من المياه لتكوين ثلوج في أماكن مختلفة. كانت بيونغتشانغ ، كوريا الجنوبية ، التي استضافت دورة الألعاب الأولمبية الشتوية السابقة ، تتمتع أيضًا بمناخ بارد ولكنه جاف بالمثل يتطلب كميات هائلة من الثلج الاصطناعي. وقالت البروفيسور كارمن دي يونج ، عالمة الجغرافيا بجامعة ستراسبورغ ، إن هذه ستكون أكثر الألعاب الأولمبية الشتوية "عدم استدامة" في التاريخ. صرحت اللجنة الأولمبية الدولية أنه "تم وضع سلسلة من تصاميم حفظ المياه وإعادة التدوير لتحسين استخدام المياه في صناعة الثلج والاستهلاك البشري وأغراض أخرى.[252]
يشكل الثلج الاصطناعي مزلقة أصعب مقارنة بالثلج الحقيقي. غالبًا ما يفضله المحترفون لكونه سريعًا و "شديد التحمل ولكنه أيضًا يثير مخاوفهم من السقوط عليه. عودة الثلج من صنع الإنسان إلى ويسكونسن.

### مخاوف تتعلق بالأمن السيبراني بشأن تطبيق My2022
وفقًا لنيكولاس إفتيمياديس ، ستنفذ الحكومة الصينية المراقبة لضمان السلامة أثناء الألعاب ، للسيطرة على انتشار COVID-19 ، وكذلك للمصالح السياسية ، مع الإشارة إلى تطبيق My2022 مرة واحدة.
حذرت مجموعة Citizen Lab الكندية لأبحاث الأمن السيبراني من أن تطبيق My2022 به ثغرات أمنية تجعل المستخدمين عرضة لانتهاكات البيانات ، وأنه قد يخضع لسياسات الرقابة الصينية على الإنترنت. أوصت بعض اللجان الأولمبية الحاضرين باستخدام الهواتف المحمولة وإنشاء حسابات بريد إلكتروني لوقتهم في الصين ، مع ترك الهواتف الذكية الشخصية وأجهزة الكمبيوتر المحمولة في المنزل.[31] [256][32]
حذرت شركة إنترنت 2.0 للأمن السيبراني من مخاطر أمنية محتملة خلال الأولمبياد ، عندما فحصت الرعاة التقنيين للألعاب ومنتجاتهم التي تظهر "ثقافة المراقبة المتطورة والواسعة الموجودة في الصين". أشارت شبكة الإنترنت 2.0 إلى أن "قوانين أمن البيانات الوطنية في الصين ليست مصممة وفقًا للقيم الغربية للخصوصية والحرية ولا تقدم نفس مستوى الحماية" حيث تسمح القوانين للحكومة بطلب الوصول إلى بيانات المستخدم التي تم التقاطها بواسطة هذه المنتجات. [31]

### أنظر ايضاً
- 2022 دورة الالعاب الاولمبية الشتوية للمعاقين
- الاحتفال بالألعاب الأولمبية في الصين
- دورة الالعاب الاولمبية الصيفية 2008 - بكين
- دورة الألعاب الأولمبية الصيفية للشباب 2014 - نانجينغ
- دورة الألعاب الأولمبية الشتوية 2022 - بكين
- قائمة رموز الدول الأعضاء في اللجنة الأولمبية الدولية
- قائمة المقاطعات للألعاب الأولمبية